# Leoncio Leviste Lat
Leoncio Leviste Lat (* 16. September 1917 in Malvar; † 6. November 2002) war ein philippinischer römisch-katholischer Geistlicher und Weihbischof in Manila.

## Leben
Leoncio Leviste Lat empfing am 21. März 1942 das Sakrament der Priesterweihe.
Am 30. Oktober 1980 ernannte ihn Papst Johannes Paul II. zum Titularbischof von Sila und zum Weihbischof in Malolos. Der Apostolische Nuntius auf den Philippinen, Erzbischof Bruno Torpigliani, spendete ihm am 29. Januar 1981 die Bischofsweihe; Mitkonsekratoren waren der Erzbischof von Lipa, Ricardo J. Vidal, und der Bischof von Malolos, Cirilo Almario.
1985 wurde Leoncio Leviste Lat zum Weihbischof in Manila ernannt. Am 12. Dezember 1992 nahm Johannes Paul II. das von Lat aus Altersgründen vorgebrachte Rücktrittsgesuch an.